# Windforce 11
Windforce 11 is een nummer van de Nederlandse zangeres Nadieh. Ze bracht het in december 1986 uit op vinylsingle met Does it really matter op de B-kant. Daarnaast verscheen het op cd-single en haar debuut studioalbum Land of Tá, ook uit 1986, waarvoor ze zowel met een Zilveren Harp als een Edison werd bekroond. 

## Achtergrond
De plaat werd begin 1987 in Nederland veel gedraaid op Radio 3 en werd  een radiohit in de destijds twee landelijke hitlijsten op de nationale publieke popzender. De plaat bereikte de 23e positie in de Nederlandse Top 40 en de 29e positie in de Nationale Hitparade Top 100. In de Europese hitlijst op Radio 3, de TROS Europarade, werd géén notering behaald.
In België werd de plaat wel regelmatig gedraaid op de landelijke radiozenders, maar behaalde desondanks géén notering in zowel de voorloper van de Vlaamse Ultratop 50 als de Vlaamse Radio 2 Top 30 en de Waalse hitlijst.
Nadieh schreef het nummer zelf en componeerde de muziek samen met Kees Buenen, met wie zij van 1979 tot 1982 in de BB Band speelde. De tekst is geïnspireerd op de profeet Báb die de komst van de stichter van het bahaigeloof, Bahá'u'lláh, voorspelde in het jaar 1844; Nadieh was sinds 1979 getrouwd met een docent bahai. Báb laat zich vertalen als de poort, ofwel "The Gate" in de songtekst.
Het nummer werd in 2012 gecoverd door haar dochter Nadie. Haar dochter was destijds de naamgever van haar artiestennaam Nadieh.

## Hitnoteringen

### Nederlandse Top 40
| Windforce 11 in de Nederlandse Top 40 van 24-01-1987 t/m 28-02-1987 | Windforce 11 in de Nederlandse Top 40 van 24-01-1987 t/m 28-02-1987 | Windforce 11 in de Nederlandse Top 40 van 24-01-1987 t/m 28-02-1987 | Windforce 11 in de Nederlandse Top 40 van 24-01-1987 t/m 28-02-1987 | Windforce 11 in de Nederlandse Top 40 van 24-01-1987 t/m 28-02-1987 | Windforce 11 in de Nederlandse Top 40 van 24-01-1987 t/m 28-02-1987 | Windforce 11 in de Nederlandse Top 40 van 24-01-1987 t/m 28-02-1987 | Windforce 11 in de Nederlandse Top 40 van 24-01-1987 t/m 28-02-1987 |
| Week                                                                | 1                                                                   | 2                                                                   | 3                                                                   | 4                                                                   | 5                                                                   | 6                                                                   |                                                                     |
| ------------------------------------------------------------------- | ------------------------------------------------------------------- | ------------------------------------------------------------------- | ------------------------------------------------------------------- | ------------------------------------------------------------------- | ------------------------------------------------------------------- | ------------------------------------------------------------------- | ------------------------------------------------------------------- |
| Positie                                                             | 36                                                                  | 27                                                                  | 27                                                                  | 23                                                                  | 27                                                                  | 28                                                                  | uit                                                                 |

### Nationale Hitparade Top 100
| Windforce 11 in de Nationale Hitparade Top 100 van 17-01-1987 t/m 14-03-1987 | Windforce 11 in de Nationale Hitparade Top 100 van 17-01-1987 t/m 14-03-1987 | Windforce 11 in de Nationale Hitparade Top 100 van 17-01-1987 t/m 14-03-1987 | Windforce 11 in de Nationale Hitparade Top 100 van 17-01-1987 t/m 14-03-1987 | Windforce 11 in de Nationale Hitparade Top 100 van 17-01-1987 t/m 14-03-1987 | Windforce 11 in de Nationale Hitparade Top 100 van 17-01-1987 t/m 14-03-1987 | Windforce 11 in de Nationale Hitparade Top 100 van 17-01-1987 t/m 14-03-1987 | Windforce 11 in de Nationale Hitparade Top 100 van 17-01-1987 t/m 14-03-1987 | Windforce 11 in de Nationale Hitparade Top 100 van 17-01-1987 t/m 14-03-1987 | Windforce 11 in de Nationale Hitparade Top 100 van 17-01-1987 t/m 14-03-1987 | Windforce 11 in de Nationale Hitparade Top 100 van 17-01-1987 t/m 14-03-1987 |
| Week                                                                         | 1                                                                            | 2                                                                            | 3                                                                            | 4                                                                            | 5                                                                            | 6                                                                            | 7                                                                            | 8                                                                            | 9                                                                            |                                                                              |
| ---------------------------------------------------------------------------- | ---------------------------------------------------------------------------- | ---------------------------------------------------------------------------- | ---------------------------------------------------------------------------- | ---------------------------------------------------------------------------- | ---------------------------------------------------------------------------- | ---------------------------------------------------------------------------- | ---------------------------------------------------------------------------- | ---------------------------------------------------------------------------- | ---------------------------------------------------------------------------- | ---------------------------------------------------------------------------- |
| Positie                                                                      | 45                                                                           | 37                                                                           | 29                                                                           | 30                                                                           | 39                                                                           | 50                                                                           | 51                                                                           | 59                                                                           | 80                                                                           | uit                                                                          |

### NPO Radio 2 Top 2000
| Nummer met noteringen in de NPO Radio 2 Top 2000 | '99  | '00  | '01  | '02  | '03  | '04  | '05  | '06  | '07  | '08  | '09  | '10  | '11  | '12  |
| ------------------------------------------------ | ---- | ---- | ---- | ---- | ---- | ---- | ---- | ---- | ---- | ---- | ---- | ---- | ---- | ---- |
| Windforce 11                                     | 1631 | 1127 | 1227 | 1880 | 1677 | 1613 | 1806 | 1929 | 1743 | 1708 | 1785 | 1943 | 1647 | 1896 |

1. ↑  Een vetgedrukt getal geeft de hoogste notering aan.
2. ↑  Deze tabel is bijgewerkt tot en met de meest recente editie (2024).